# Effeuiller la marguerite
 (septembre 2023).
Si vous disposez d'ouvrages ou d'articles de référence ou si vous connaissez des sites web de qualité traitant du thème abordé ici, merci de compléter l'article en donnant les références utiles à sa vérifiabilité et en les liant à la section « Notes et références ».

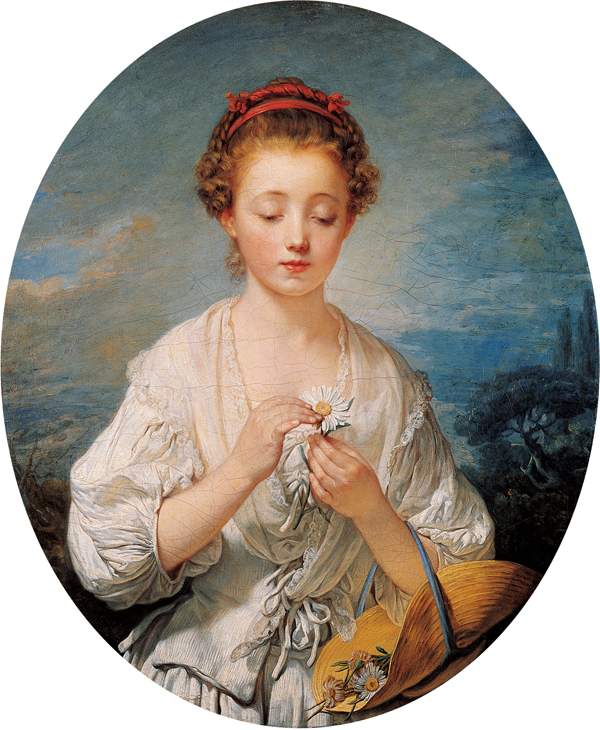
La Simplicité, huile sur toile par Jean-Baptiste Greuze, 1759, Kimbell Art Museum

Effeuiller la marguerite est un jeu qui est censé refléter les sentiments de l'être aimé.
La personne qui y joue associe chaque partie de la ritournelle : « elle (il) m'aime, un peu, beaucoup, passionnément, à la folie, plus que tout, pas du tout » à un des pétales d'une marguerite, et ôte ce pétale. La partie de la phrase associée au dernier pétale est censée refléter les sentiments de la personne à qui elle s'adresse.
Le jeu est pratiqué dans plusieurs pays dont la France. Il est représenté dans le ballet de Jean Coralli et Jules Perrot Giselle (Paris, 1841).